# Sääksmäki
Sääksmäki est un village et une ancienne municipalité de Finlande.
Sääksmäki a été rattaché à Valkeakoski en 1973.

## Géographie
Il est situé dans la région de Pirkanmaa, dans l'ouest du pays.

## Démographie
En 1970, dernière année de recensement distinct, sa population s'élevait à 4 467 habitants, majoritairement finnophones.

## Histoire
La charte de fondation de Sääksmäki remonte à 1340. La municipalité a été rattachée à celle de Valkeakoski en 1973.

## Monuments

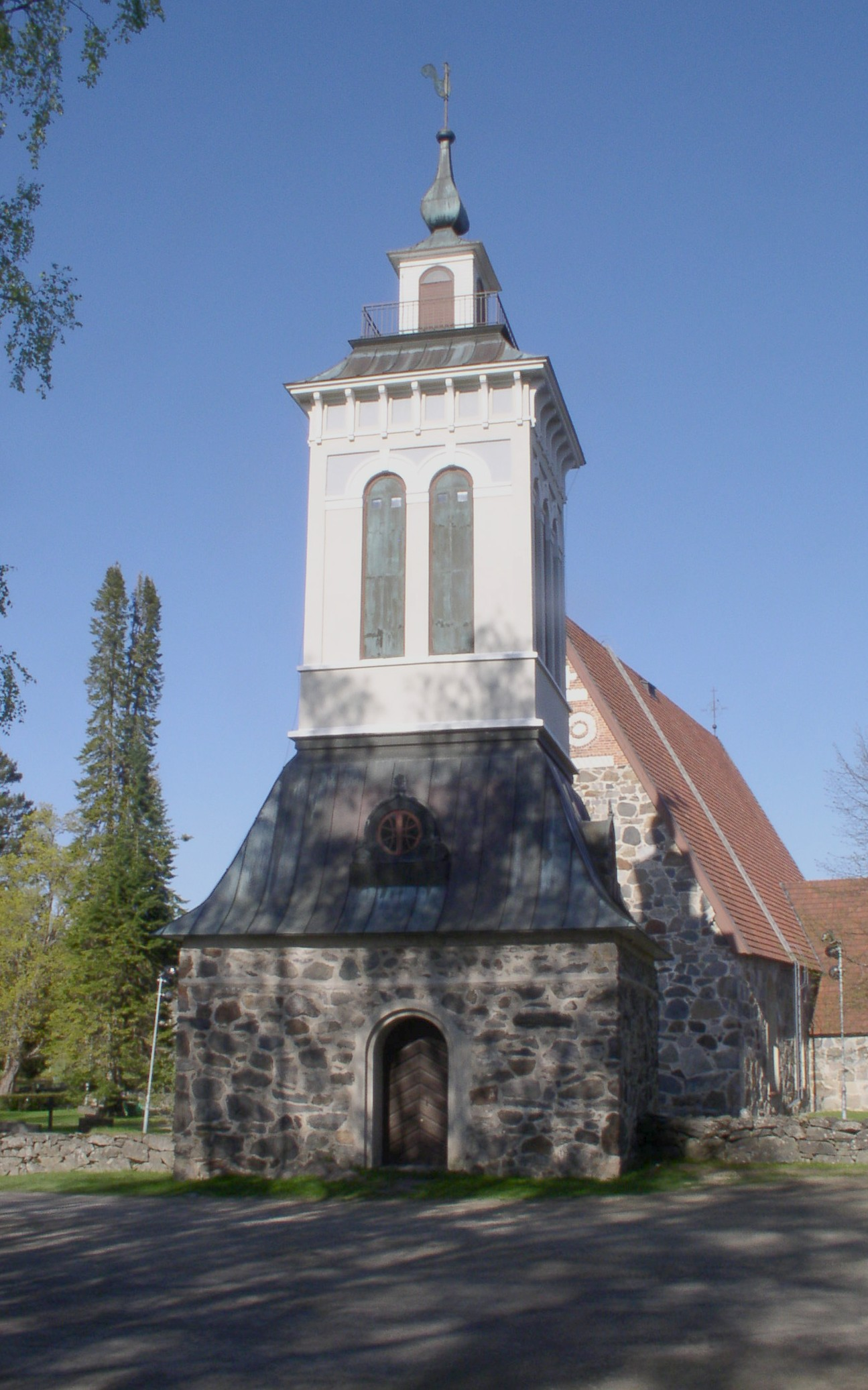
Clocher de l'église de Sääksmäki.

Le monument le plus remarquable de Sääksmäki est l'église médiévale en pierres, construite à la fin du XVe siècle et l'une des plus anciennes de Finlande. Les sculptures en bois qui s'y trouvent sont l'œuvre d'un artiste anonyme connu sous le nom de Maître de Sääksmäki.

## Personnalités liées
- Johan Ulrik Sebastian Gripenberg (1795 – 1869) ;
- Pehr Evind Svinhufvud, président de Finlande (1861 – 1944) ;
- Frans Rapola (1862 – 1910) ;
- Kaarlo Kustaa Paasia (1883 – 1961) ;
- August Syrjänen (1883 – 1956) ;
- Julius Nurminen (1887 – 1918) ;
- Tuomas Saikku (1906 – 1963) ;
- Eino Jutikkala, historien (1907 – 2006) ;
- Eino Raunio (1909 – 1979) ;
- Kauko Tamminen (1920 – 1989) ;
- Olavi Nikkilä (1922 – 2014) ;
- Anita Välkki, soprano (1926 – 2011) ;
- Veli Lehtelä, rameur (1935 – ) ;
- Kalevi Laurila, fondeur (1937 – 1991) ;
- Pirkko Mannola, actrice (1938 – ) ;
- Pentti Linkola
- Veikko Aaltonen, cinéaste et producteur (1955 – ).